# VIRGOHI21
VIRGOHI21 es un halo galáctico de materia oscura situado en el Cúmulo de Virgo, a 60 millones de años luz de la Vía Láctea. Fue descubierto mediante estudios del hidrógeno neutro en el cúmulo. Tiene una masa de entre 100 millones y 10 mil millones de masas solares. De esa masa, apenas la centésima parte está en la forma de gas.
Este objeto no parece tener estrellas, o si las tiene son muy escasas; un estudio realizado por el telescopio espacial Hubble únicamente encontró 119 estrellas gigantes rojas.
VIRGOHI21 parece haber interactuado con la galaxia M 99, siendo la responsable de la peculiar forma de uno de sus brazos.
Sin embargo, otros autores piensan que su existencia es dudosa y que ha sido otra galaxia la responsable del aspecto de la galaxia M 99, siendo VIRGO HI21 simplemente los restos del encuentro entre las dos.